# Herz-Jesu-Kirche (Lippling)

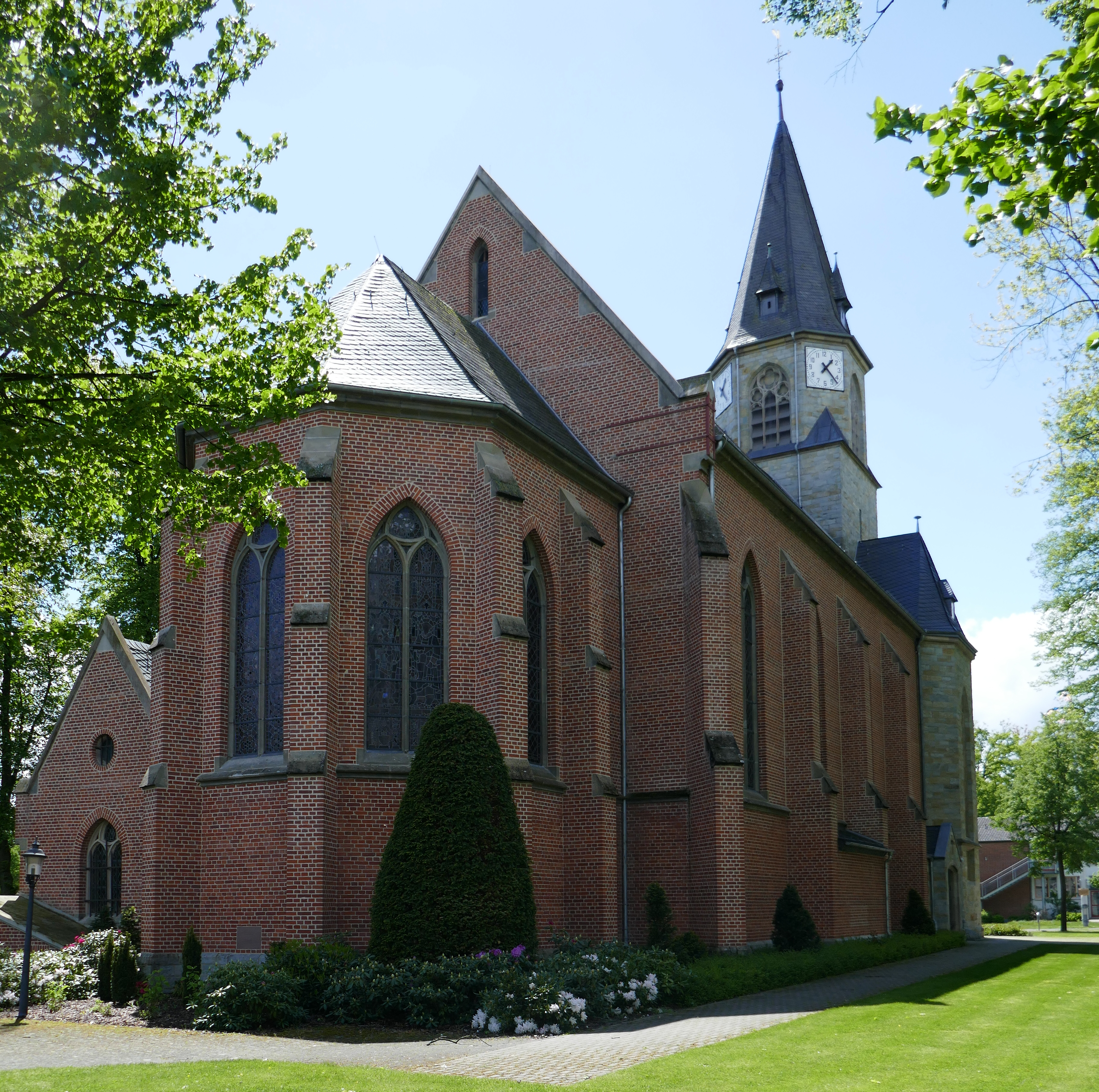
Herz-Jesu-Kirche

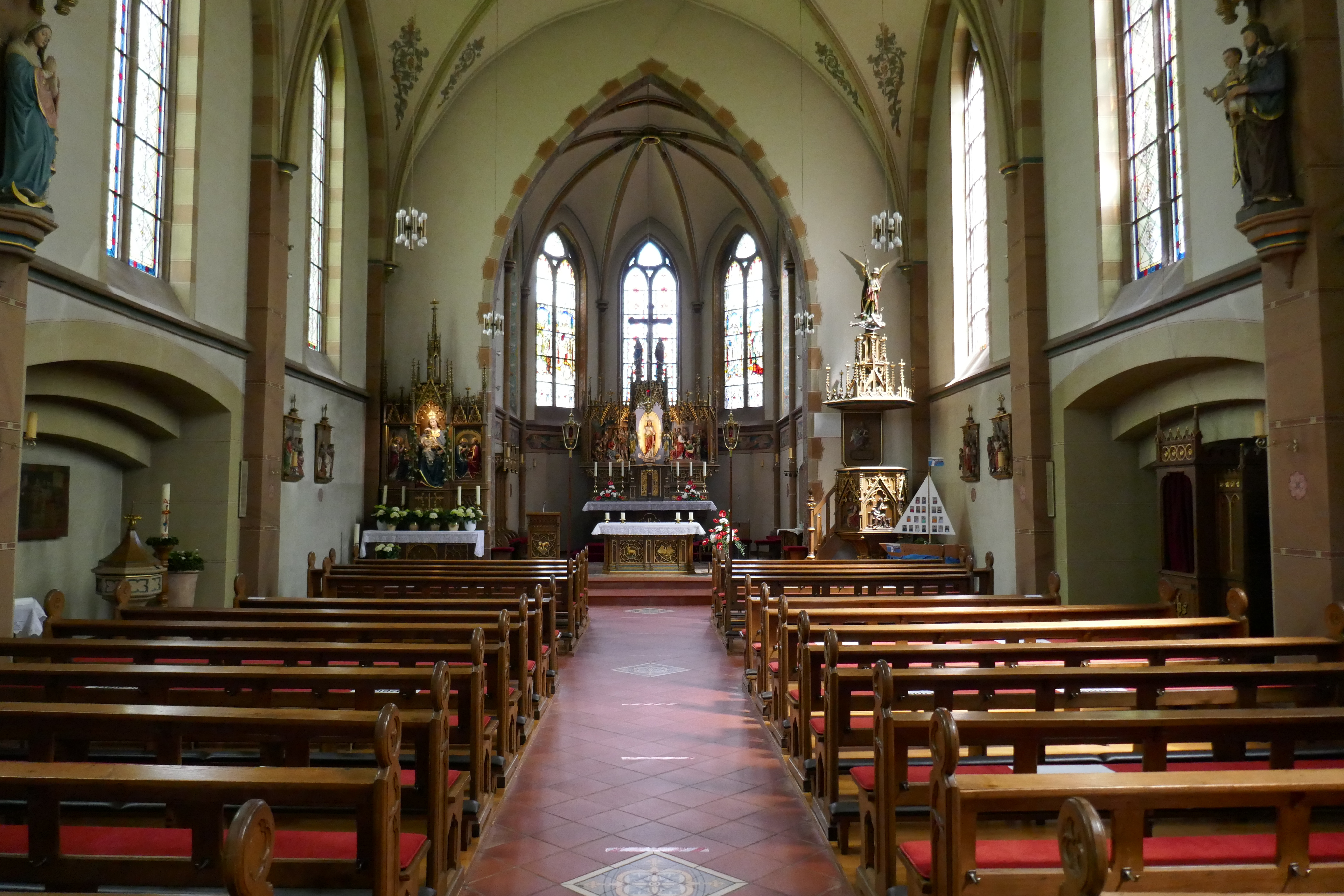
Innenansicht

Die katholische Pfarrkirche Herz-Jesu ist ein denkmalgeschütztes Kirchengebäude in Lippling, einem Ortsteil von Delbrück im Kreis Paderborn (Nordrhein-Westfalen).

## Geschichte und Architektur
Die Vorgängerkapelle war im 16. und 17. Jahrhundert ein bedeutender Wallfahrtsort der Kreuzverehrung. Die Kapelle wurde im Dreißigjährigen Krieg zerstört. Das wundertätige Kreuz wird seit 1671 in St. Johannes in Delbrück aufbewahrt. 
Die neugotische Saalkirche mit eingezogenem polygonal geschlossenem Chor wurde 1900 von Lambert von Fisenne in Ziegelstein errichtet. Der westliche Erweiterungsbau und der Turm wurden 1912 mit Grünsandstein gemauert. Der helle Saal mit einem Kreuzrippengewölbe ist einheitlich gehalten.

## Ausstattung
- Der neugotische Hochaltar wurde 1901 von Ferdinand Mündelein angefertigt.
- Der Nebenaltar und die Kanzel von 1901, beide aus Holz, sind eine Arbeit von Christoph Siebe.
- Die Kommunionbank schuf 1901 Hermann Selhorst, Kunstschreiner aus Nordhagen; sie wurde nach dem Zweiten Vaticanum in den Zelebrationsaltar (Schauseite: biblische Tiersymbole der Liebe: Lamm und Pelikan, Rückseite: trinkender Hirsch und Christus-Fisch) sowie in den Ambo (Löwe mit Jungen) eingearbeitet.
- Das gemalte ehemalige Altarantependium aus Holz, mit der Darstellung der Kreuzauffindung, ist mit 1648 bezeichnet.

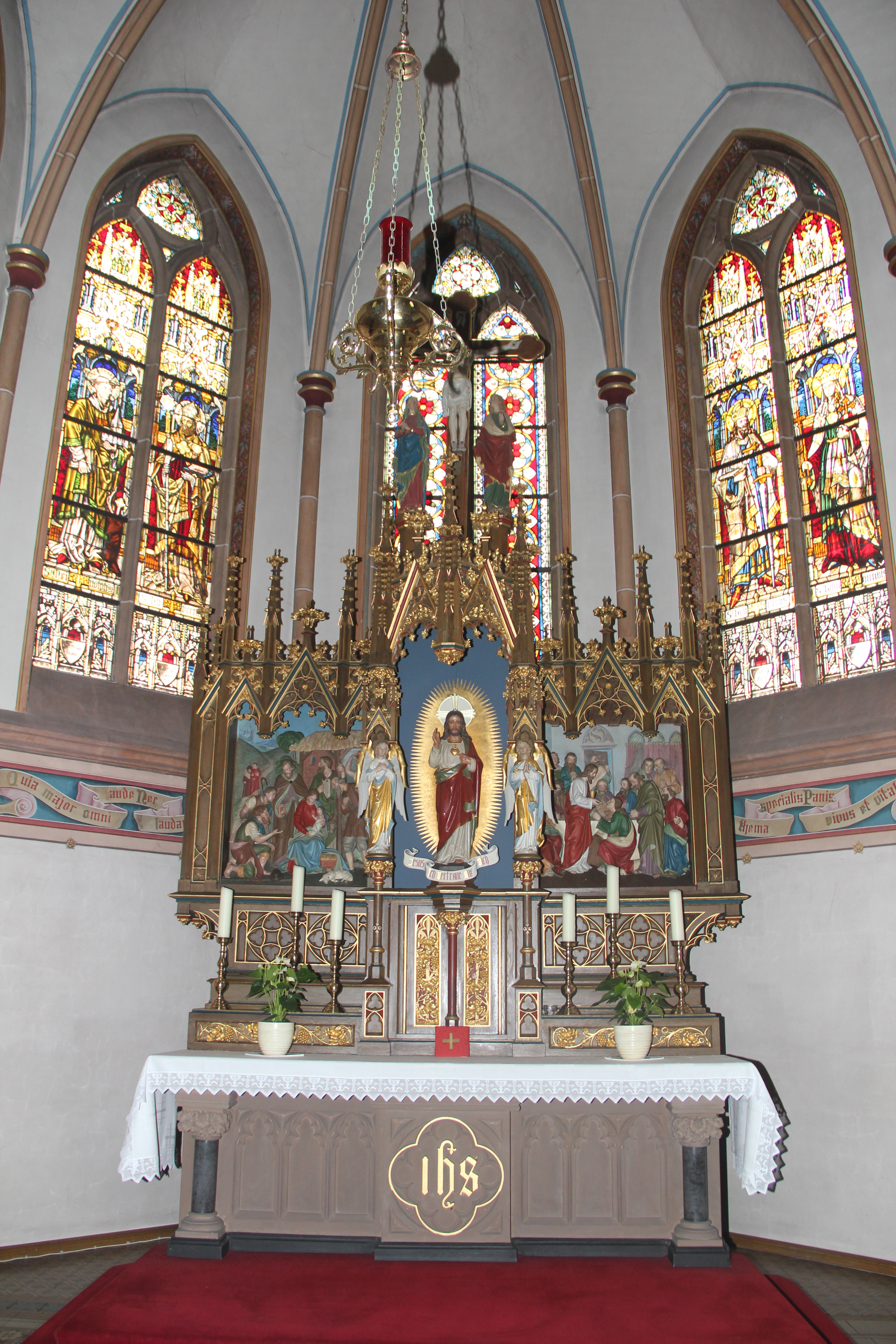
Hochaltar
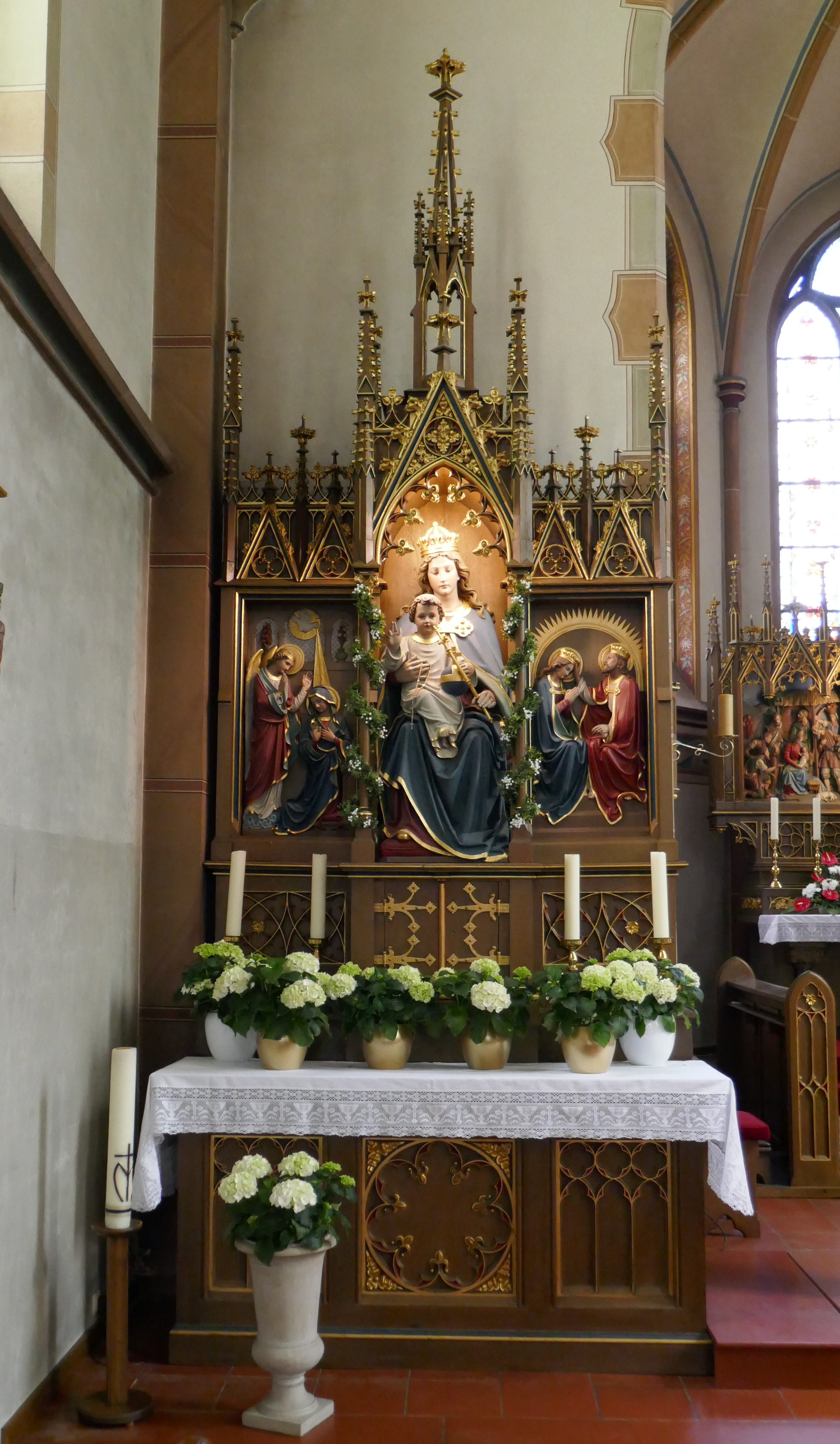
Nebenaltar
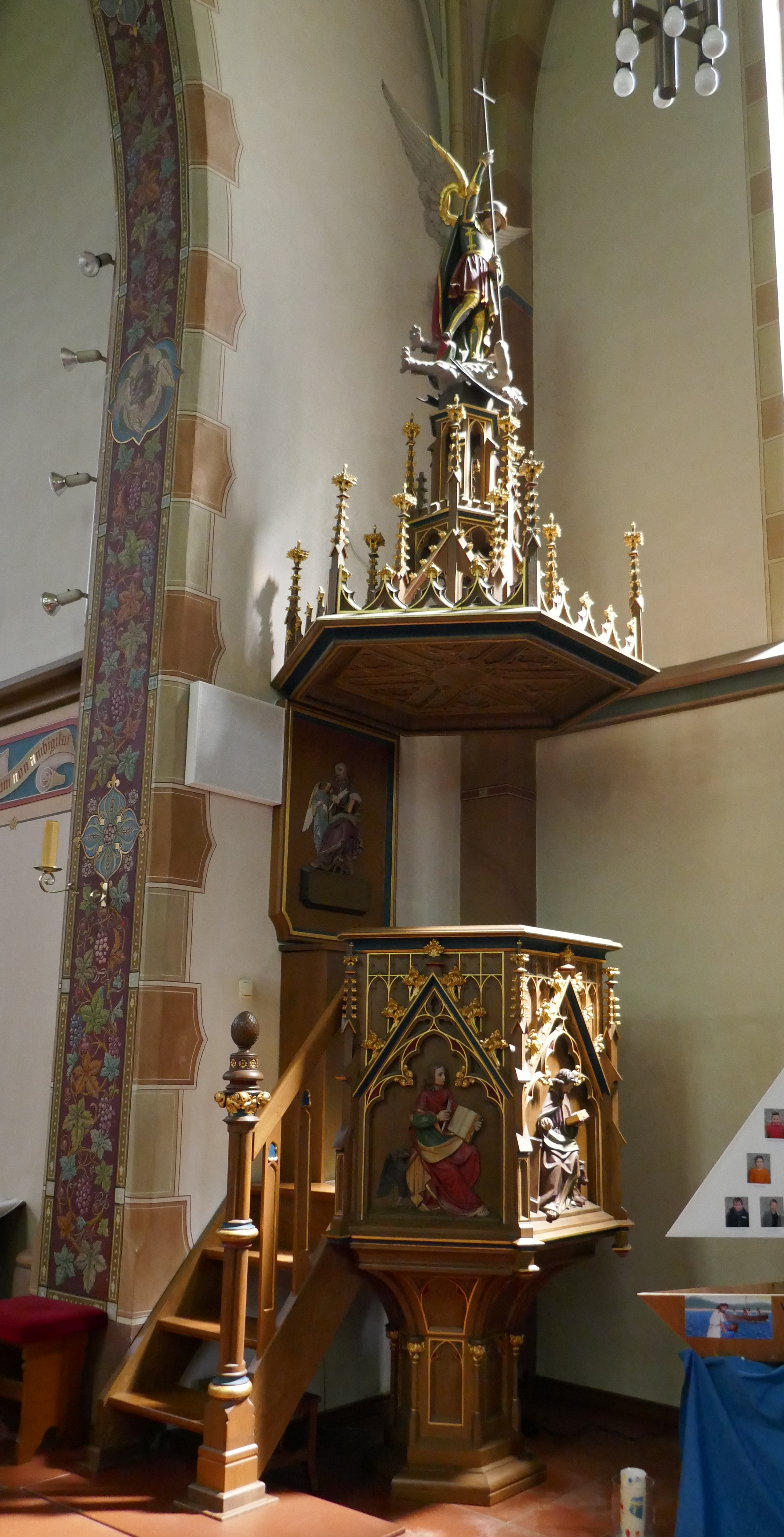
Kanzel
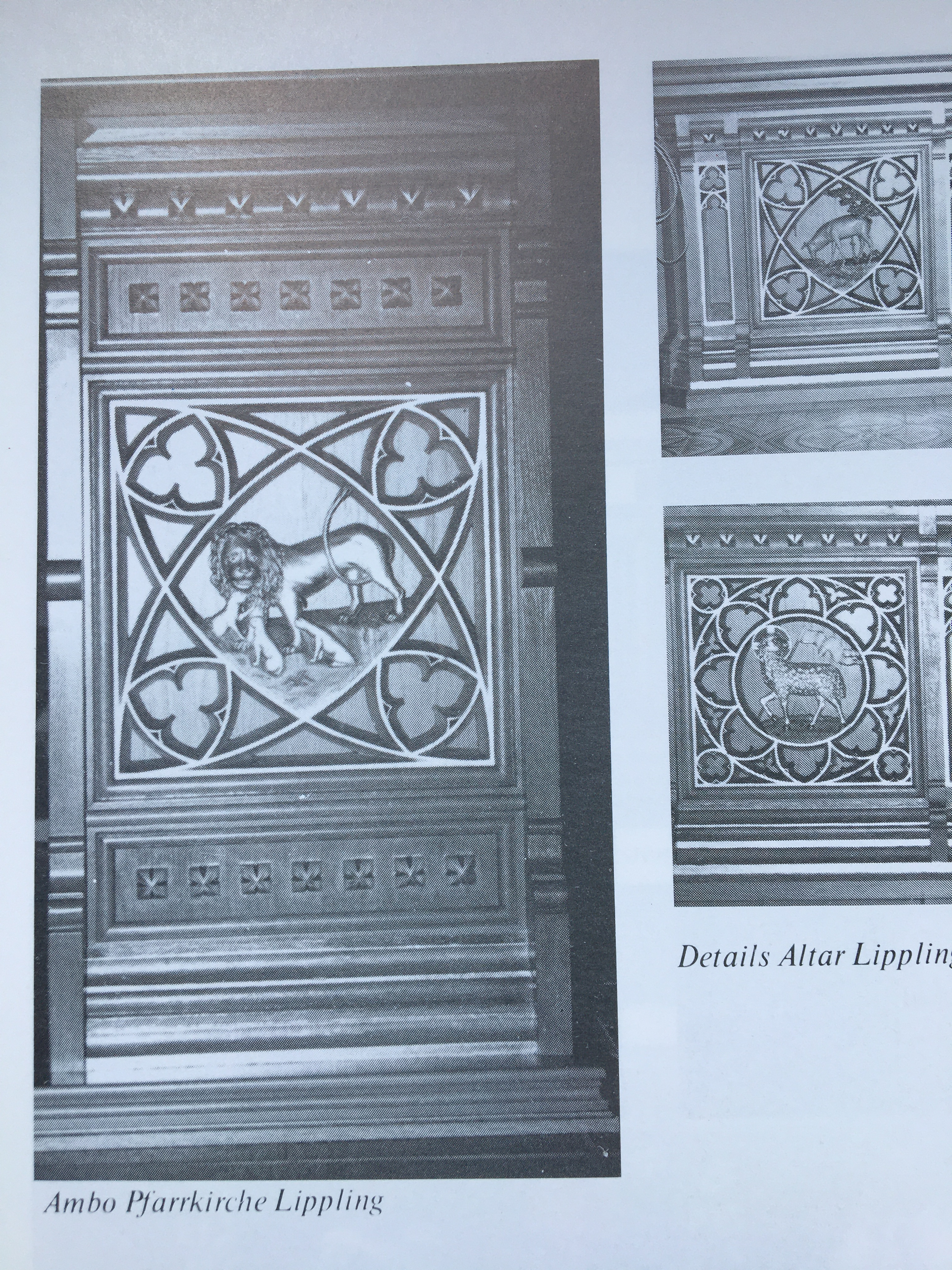
Elemente der Kommunionbank